# Les Misères de l'aiguille
Les Misères de l'aiguille o Miserias de la aguja es una película anarquista y feminista estrenada en 1914, dirigida por Raphaël Clamour y producida por Le Cinéma du Peuple. Está centrada en la condición de la mujer y la situación de las trabajadoras.
La cooperativa anarquista que la produjo llamó explícitamente a la emancipación de las mujeres y alentó a la audiencia a comprometerse políticamente. La película buscaba resaltar los problemas materiales, morales y sociales que afectan a las mujeres. La actriz Musidora tuvo el papel protagonista siendo su primer papel en el cine. Estrenada ocho años antes de La sonriente Madame Beudet de Germaine Dulac, la película fue redescubierta por historiadores y restaurada en 2020 por la Cinemateca Francesa.

## Sinopsis
La película, que dura 13 minutos, retrata a Louise, una costurera, y la explotación de las costureras en ese periodo. Louise es una trabajadora que desafía el rol tradicional asignado a las mujeres de su tiempo. Ella rechaza a su jefe, quien intenta agredirla sexualmente, y le da una bofetada. Llevada al borde del suicidio, lleva a su hijo a la orilla de un río, dispuesta a saltar, pero se contiene en el último momento. El epílogo de la película incluye La Internacional y un llamado a los trabajadores a organizarse en defensa de sus intereses.

### Contexto
Los anarquistas en Francia se involucraron en el cine al tener un fuerte potencial para la propaganda y la transmisión de ideas. En sus filas se formó un grupo que incluía también a anarcosindicalistas, un movimiento ideológicamente similar que fundó Le Cinéma du Peuple en octubre de 1913. Esta cooperativa de producción cinematográfica fue la primera organización militante de izquierdas en gestionar medios de producción cinematográfica. La decisión de realizar una película feminista como su primera producción fue, en gran parte, debido a la influencia de Lucien Descaves, exvicepresidente de la Liga Francesa por el Derecho de las Mujeres. Además, Henriette Tilly, presidenta del Comité Féminin, la asociación anarcofeminista más importante de París en ese momento, y Jane Morand, una anarquista individualista, alentaron firmemente a la cooperativa a centrarse en temas feministas desde el principio.
La cooperativa empezó a trabajar en su primera película, Les Misères de l'aiguille. Fue dirigida por Raphaël Clamour, con José Estívalis Cabo como director de fotografía. La actriz principal fue Musidora, a quien Clamour conocía por sus contactos en los círculos artísticos y teatrales franceses. Esto le permitió acercarse a ella e invitarla a interpretar el papel principal de la película, el de Louise, una costurera en una tienda de ropa parisina. Fue la primera película en la que actuó. 

### Estreno
Se estrenó el 18 de enero de 1914.  Su ambición feminista era clara, como escribió Lucien Descaves en el programa que acompañaba a la película:   
"Se diga lo que se diga, las mujeres de la sociedad actual se encuentran en una situación muy inferior a la de los hombres. Se ha dicho con razón que las mujeres son doblemente explotadas: explotadas como productoras y a menudo explotadas en sus hogares. [...] Si todas las 'Louises' se ponen de acuerdo para reflexionar sobre su desgraciado destino, saldrán de su aislamiento mortal; se unirán en organizaciones de defensa. Si todos los militantes [masculinos] que desean liberar a las mujeres nos apoyan, la causa de la emancipación femenina habrá dado grandes pasos, y el 'Cinéma du Peuple' no lamentará el esfuerzo que ha realizado para producir Les Misères de l'Aiguille."

## Análisis
En su mensaje feminista, la película reflexiona sobre el suicidio al presentar a Louise dudando en quitarse la vida. Esta reflexión está enmarcada en una reflexión más amplia encaminada a hacer visibles las cuestiones de censura material, social y moral que afectaban a las mujeres. La elección del nombre "Louise" es una referencia a Louise Michel.
La película crea un puente entre el feminismo y el anarcocomunismo, animando a las mujeres a organizarse en grupos comunistas anarquistas. Por lo tanto es un proyecto anarcocomunista más que un proyecto anarquista individualista.

## Legado
La película fue ignorada en la historiografía del cine durante gran parte del siglo XX, como la mayoría de las producciones de Le Cinéma du Peuple. Sin embargo, sus producciones fueron redescubiertas en el siglo XXI  y la película fue restaurada en 2020 por la Cinemateca Francesa. Estrenada ocho años antes de La sonriente Madame Beudet de Germaine Dulac, la película es probablemente la primera película feminista de la historia. 